# Arthur Hunnicutt
Arthur Lee Hunnicutt (ur. 17 lutego 1910 w Gravelly, Arkansas, zm. 26 września 1979 w Los Angeles) – amerykański aktor, nominowany do Oscara za rolę drugoplanową w filmie Bezkresne niebo.